# 16073 Gaskin
A 16073 Gaskin (ideiglenes jelöléssel 1999 RK129) a Naprendszer kisbolygóövében található aszteroida. A LINEAR projekt keretében fedezték fel 1999. szeptember 9-én.